# Алтайский улар
Алта́йский ула́р, или алтайская горная индейка (лат. Tetraogallus altaicus), — вид птиц рода Улары (Tetraogallus).

## Ареал и местообитание
Встречается во высокогорьях Южной Сибири — в России, Монголии, Китае и Казахстане. Обитает в степях, горных лугах и тундрах на высоте от 400 м до районов с постоянным снежным покровом.

## Биологическое описание

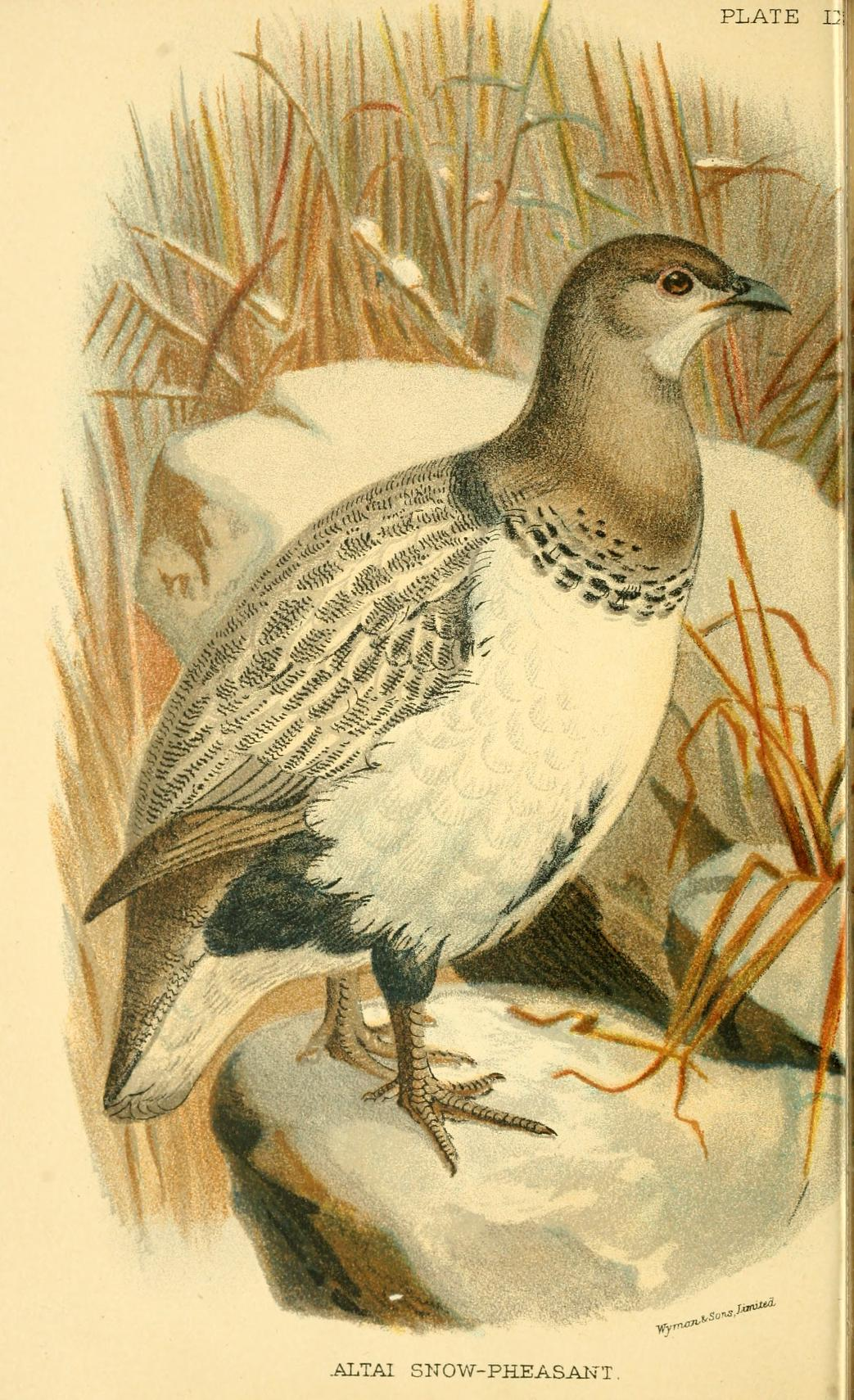
Иллюстрация 1896 года

### Внешний вид
От похожего тибетского улара (Tetraogallus tibetanus) отличается отсутствием чёрных полосок на нижней белой стороне тела и испещрённой чёрной грудью.
Особи обоих полов имеют схожую окраску, Самки не имеют шпор.
Длина тела — около 57 см. Самцы весят около 3 кг, самки — около 2,5 кг.

### Особенности питания
Питаются в основном растительной пищей: клубнями, семенами, побегами растений, а также ягодами (такими как барбарис). Летом к рациону добавляются насекомые.

### Образ жизни и поведение
Не совершают перемещений с места на место, однако зимой они могут перебираться в районы с меньшей толщиной снежного покрова.

### Размножение
Гнездятся на земле, гнёзда утепляют перьями. Как правило, яйца появляются весной, однако большое влияние на эти сроки оказывают погода, условия окружающей среды и возраст птицы. За один раз самка несёт 4—15 яиц. Они высиживаются только самкой в течение 28 дней. Половая зрелость наступает в 1 год.

## Охранный статус
Алтайский улар — многочисленный и широко распространённый вид. Хотя у него наблюдается некоторое сокращение численности, оно невелико и по состоянию на 2017 год Международный союз охраны природы рассматривает этот вид как находящийся под наименьшей угрозой.